# ASカンヌ・バレーボール
ASカンヌ・バレーボール（Association Sportive Cannes Volley-Ball）は、フランス・カンヌを本拠地とする男子バレーボールクラブ。

## 歴史
1942年、ASカンヌ・バレーボール創設。1980年代に4度のリーグ優勝、CEVカップ優勝、欧州チャンピオンズリーグで準優勝し、国内外でプロAの強豪クラブとして知られるようになる。1990年代には4度のリーグ優勝と3度のカップ優勝を飾った。
2000年代はパリ・バレーが台頭する中、2004年に準優勝、2005年にプレーオフ・ファイナル第3戦でアラゴ・ド・セットを降し、10年ぶり9度目となるリーグ優勝を飾った。
2010年、5年ぶりのプレーオフ・ファイナル進出を果たしたが、トゥールVBに2連敗を喫し準優勝に終わった。

## 主な成績
フランスリーグ
- 優勝：1981、1982、1983、1986、1990、1991、1994、1995、2005
- 準優勝：1993、1996、1997、1998、2004、2010

 フランスカップ
- 優勝：1985、1993、1995、1998、2007
- 準優勝：1991、1992、1996、2006

 欧州チャンピオンズリーグ
- 準優勝：1983

 CEVカップ
- 優勝：1981

## 歴代監督
- フィリップ・ブラン

## 歴代所属選手
- ドミニク・ダカン
- ロワク・ドゥケルグレ
- フィリップ・バルカシジク
- ピエール・ピュジョル
- エンダキ・エムブレイ